# シントン
シントン (synthon) は逆合成解析で用いられる概念のひとつで、合成等価体（ごうせいとうかたい、synthetic equivalent）ともいう。多段階の有機合成を行う際、分子中の一部分について、化学変換による置き換えが可能であることから、合成経路の設計上、等価であるとみなすことのできる構造単位である。イライアス・コーリーによって考案された。

フェニル酢酸の逆合成解析

例えばフェニル酢酸の合成を考える場合、2つのシントンが設定できる。すなわち求核剤となる部分 −COOH と、求電子剤となる部分 PhCH2+ である。これらの断片はそのままの形で存在するわけではないが、反応によって等価に振舞う前駆体を用意することができる。
つまり、シアニドイオン CN− を −COOH の、臭化ベンジル PhCH2Br を PhCH2+ 等価体として用いることができる。これらの化合物を用いた反応は、以下のように進められる。まず臭化ベンジルにシアン化ナトリウムを作用させ、フェニルアセトニトリルを得る。次にこれを加水分解するとフェニル酢酸が生成する。

## 一般的なシントン
- C1シントン - 二酸化炭素、一酸化炭素、シアン化物
- C2シントン - アセチレン、アセトアルデヒド
- -C2H4OH シントン - エチレンオキシド
- カルボカチオンシントン - ハロゲン化アルキル
- カルボアニオンシントン - グリニャール試薬、有機リチウム試薬、アセチリド